# Хосе Соліс Фольч де Кардона
Хосе Соліс-і-Фольч де Кардона (ісп. José Solís y Folch de Cardona; 4 лютого 1716 — 27 квітня 1770) — іспанський гранд, лицар ордена Сантьяго, віцекороль Нової Гранади від 1753 до 1761 року.

## Біографія
Був сином Хосе Соліса-і-Ганте, 3-го герцога Монтельяно, одного з перших членів Королівської академії іспанської мови. Сам Хосе Соліс-і-Фольч служив у кінноті, дослужившись до звання полковника. 1761 року король Фернандо VI призначив його на пост віце-короля Нової Гранади.
За його врядування будувались дороги, мости й акведуки. За його наказом було проведено перший перепис населення колонії. Йому вдалось реорганізувати пошту й удосконалити збирання податків, а також підвищити ефективність роботи королівського суду. За каденції Хосе Соліса було сформовано комісію зі встановлення кордону між Новою Гранадою й португальською колонією Бразилія.
Він заснував шпиталь Сан-Хуан-де-Діос, який надав допомогу багатьом людям під час епідемії кору.
Мав значні симпатії як серед місцевого населення, так і серед чиновників колонії, тому архієпископ Боготи звернувся до короля з проханням продовжити мандат Хосе Соліса після завершення трирічної каденції.
Наприкінці врядування Соліса де Кардони опоненти звинуватили його у зловживанні владою. Віце-король не зважав на звинувачення, оскільки був переконаний, що суддя, якого він вважав своїм гарним другом, легко виправдає його. Втім суд визнав Хосе Соліса винним за 22 пунктами звинувачень. Разом з тим судове рішення набуло чинності 25 серпня 1762 року, коли колишній віце-король Нової Гранади вже пішов у монастир.
Згодом справу було оскаржено в Раді Індій, яка 29 серпня 1764 року визнала де Кардону невинним, більше того, похвалила його за «любов, завзятість, ефективність і кваліфікацію», які він продемонстрував під час перебування на посту віце-короля.
Після передачі повноважень своєму наступнику Педро Мессії де ла Серді, Хосе Соліс став ченцем у францисканському монастирі. Він допомагав фінансово будівництву церкви ордена в Боготі й подарував дзвони й годинник храму святого Франциска. Решту свого майна він роздав біднякам, а сам жив інкогніто до своєї смерті 1770 року. 1769 року його кандидатуру навіть рекомендували королю на пост наступного архієпископа Боготи.